# Чемпионат Ленинграда по футболу 1933
Чемпионат Ленинграда по футболу 1934 стал XXXIII-м первенством города.
Чемпионат был проведен спортивными секциями при Ленинградском областном совете профессиональных союзов (ЛОСПС) и Ленинградском областном совете физической культуры (ЛОСФК) как единое первенство — высшая группа (в этом сезоне носившая название «1 группа») разыгрывала первенство Ленинграда, все остальные группы — первенство ЛОСПС.
Победителем в старшей (1-й) группе среди первых команд стала команда «Динамо». Победителем клубного зачета стал коллектив «Красная заря».

## Освещение турнира
В начале 1930-х СССР накрыл настоящий бумажный кризис, начавшийся из-за медленной перестройки отрасли — фабрики просто не успевали за промышленными масштабами потребностей издательского дела в начале индустриализации. Был и субъективный фактор — физкультурно-спортивное издательство на фоне кризиса снабжали бумагой по остаточному принципу. Доходило до того, что бумаги не хватало даже на выпуск официальной печатной продукции ВСФК: правил, инструкций, грамот.
1933 — это год, когда издательство «Физкультура и туризм» испытывало самые большие трудности со снабжением бумагой: в начале года в издательстве был прекращён выход журнала «Советская физкультура» (имевшего тираж более 4 тыс. экз.); тираж журнала «Физкультура и спорт» в течение года был снижен с 40 до 30 тыс. экз.; весной 1933 года был прекращён выход газеты ВЦСПС «Физическая культура» (с тиражом около 10 тыс. экз.). В Ленинграде с 1924 года выходила газета (до 1932 года — в формате журнала) «Спартак», орган областного совета физической культуры, подчиненного ВСФК. Однако в марте 1933 года и «Спартак», имевший тираж 25 тыс. экз., также перестал выходить. При этом, центральная спортивная газета «Красный спорт» не издавалась с 1 января 1928 года, а, решением ВСФК, замещался журналом «Физкультура и спорт», где был сделан акцент не на освещение спортивных событий в стране, а на аналитическое описание спортивных дисциплин.
Однако потребность в изданиях спортивной тематике была столь велика, что даже максимальные трудности не остановили руководство ВСФК — и 5 октября 1933 года издание газеты «Красный спорт» было возобновлено. А спустя две недели после появления «Красного спорта» 22 октября было возобновлено издание ленинградской газеты «Спартак», но с тиражом всего лишь в 6 тыс. экз. при том же объеме и периодичности, так как «отнятая» вследствие кризиса у Ленинграда бумага пошла на реализацию наиболее важного для ВСФК на тот момент проекта — воссоздание центральной общесоюзной спортивной газеты «Красный спорт».
На страницах крупнейших городских газет общего профиля (Красная газета, Ленинградская правда, Смена) многие события спортивной жизни Ленинграда далеко не всегда отражались, либо проводились в сильно сжатом виде.
Все это привело к тому, что футбольное первенство Ленинграда в 1933 году осталось практически без освещения в прессе — чемпионат стартовал 24 июня, а первые освещенные в прессе матчи датированы 5 октября.

## Организация и проведение турнира
Чемпионат проводился в 2 этапа: весенний (24 июля — август) и осенний (август — 24 октября). По итогам весеннего этапа осенью 8 сильнейших команд разыгрывали в новом однокруговом турнире первенство. Таким образом, для сильнейших коллективов первый (весенний) круг практически не имел соревновательного значения.
На 2-м этапе чемпионат проводился в трех группах: в группе ЛОСФК (1 группа — высший уровень) и в двух группах ЛОСПС (группы 2 и 3), разыгрывающих первенство профсоюзов. В первых двух группах играло по 8 коллективов, в третьей группе 10 коллективов (всего 26 коллективов), выставлявших по 5 команд (всего 130 команд). Остальные команды участвовали в осенних районных первенствах.
Чемпионы определялись по каждой из команд и в «клубном зачёте» с учетом дифференцированного числа очков в зависимости от старшинства команды (каждая старшая команда за победу получала очков больше, чем все младшие команды в сумме: 32, 16, 8, 4 и 3 очка соответственно); было предусмотрено начисление дополнительных очков за сдачу нормативов ГТО, 110% явку (в каждой команде коллектива на игру являлось не менее 12 человек) и за отсутствие удаления игроков в матче. По окончании осеннего круга предусматривались переходные игры (30 октября и 8 ноября) между двумя слабейшими и двумя сильнейшими коллективами групп (в «клубном зачёте»). Худшие коллективы группы 3 играли переходные игры с победителями стыковых игр между победителями районного первенства ЛОСПС.
В 1-й группе осенью во 2-м круге выступали 8 коллективов — семь лучших коллективов по итогам предыдущего первенства и победитель районного первенства ЛОСПС прошлого года из Смольнинского района (ЛОС):
- «Красная заря»
- «Динамо»
- «Большевик»
- «Пролетарский завод»
- «Балтвод»
- «Промкооперация»
- Завод им. Энгельса
- ЛОС

## 1-я группа

### «Первые» команды

#### Турнирная таблица
| М | Команда              | О   |
| - | -------------------- | --- |
|   | «Динамо»             | 196 |
|   | «Красная заря»       | 188 |
|   | «Большевик»          | 176 |
| 4 | Завод им. Энгельса   | 144 |
| 5 | ЛОС                  | 112 |
| 6 | «Балтвод»            | 84  |
| 7 | «Пролетарский завод» | 80  |
| 8 | «Промкооперация»     | 74  |

#### Матчи
| матч 1-го круга | «Балтвод» | 4:1     | «Динамо» |  |
|                 |           | (отчёт) |          |  |

| до 5 октября | «Динамо» | ничья   | «Красная заря» |  |
|              |          | (отчёт) |                |  |

| 5 октября | «Красная заря» | 2:1     | «Завод им. Энгельса» |  |
|           |                | (отчёт) |                      |  |

| 6 октября | «Динамо» | 10:1 (4:1) | «Завод им. Энгельса» |  |
|           |          | (отчёт)    |                      |  |

| 12 октября | «Большевик» | 4:2 (2:1) | «Красная заря» | Стадион мукомолов (Удельная) |
|            |             | (отчёт)   |                |                              |

| до 15 октября | «Балтвод» | 11:1    | «Пролетарский завод» |  |
|               |           | (отчёт) |                      |  |

| до 15 октября | «Динамо» | 7:0     | «Балтвод» |  |
|               |          | (отчёт) |           |  |

| до 15 октября | «Красная заря» | +/-     | «Промкооперация» |  |
|               |                | (отчёт) |                  |  |

| до 22 октября | «Балтвод» | 2:2     | «Промкооперация» |  |
|               |           | (отчёт) |                  |  |

Результаты других матчей группы 1 не известены.

### Победители в «младших» командах
- II команды — «Красная заря»
- III — «Динамо»
- IV — «Красная заря»
- V — «Красная заря»

### Клубный зачёт[5]
| М | Коллектив            | Очки по спорт. показателям | Очки по спорт. показателям | Очки по спорт. показателям | Очки по спорт. показателям | Очки по спорт. показателям | Очки по спорт. показателям | Очки по дополнительным показателям | Очки по дополнительным показателям | Очки по дополнительным показателям | Очки по дополнительным показателям | Всего очков |
| М | Коллектив            | I                          | II                         | III                        | IV                         | V                          | Итого                      | Сдача норм ГТО                     | 110% явка                          | Отсутствие удалений                | Итого                              | Всего очков |
| - | -------------------- | -------------------------- | -------------------------- | -------------------------- | -------------------------- | -------------------------- | -------------------------- | ---------------------------------- | ---------------------------------- | ---------------------------------- | ---------------------------------- | ----------- |
| 1 | «Красная заря»       | 188                        | 96                         | 40                         | 24                         | 11                         | 359                        | 59                                 | 30                                 | –                                  | 89                                 | 448         |
| 2 | «Динамо»             | 196                        | 76                         | 47                         | 20,5                       | 10                         | 349,5                      | 61                                 | 17                                 | –                                  | 78                                 | 427,5       |
| 3 | Завод им. Энгельса   | 144                        | 72                         | 33                         | 20,5                       | 7,5                        | 277                        | 56                                 | 31                                 | –                                  | 87                                 | 364         |
| 4 | «Большевик»          | 176                        | 88                         | 30                         | 10                         | 7                          | 311                        | 48                                 | –                                  | –                                  | 48                                 | 359         |
| 5 | «Балтвод»            | 84                         | 64                         | 36                         | 19,5                       | 7,5                        | 211                        | 41                                 | 24                                 | –                                  | 65                                 | 276         |
| 6 | ЛОС                  | 112                        | 52                         | 23                         | 11,5                       | 6,5                        | 205                        | 62                                 | –                                  | –                                  | 62                                 | 267         |
| 7 | «Промкооперация»     | 74                         | 36                         | 39                         | 10                         | 5,5                        | 164,5                      | 48                                 | –                                  | –                                  | 48                                 | 212,5       |
| 8 | «Пролетарский завод» | 80                         | 36                         | 20                         | 2                          | 10,5                       | 148,5                      | 36                                 | 16                                 | –                                  | 52                                 | 200,5       |

## Низшие соревновательные уровни

### 2-я группа[5]
«Первые» команды
- Победитель — «Красный Путиловец»
- 2 место — Завод им. Сталина
- 3 место — ЛОМЗ

Победители в «младших» командах
- II команды — «Красный Путиловец» & ЛОМЗ[12]
- III — ЛОМЗ
- IV — «Красный Путиловец»
- V — ГОМЗ

Клубный зачёт
| М | Коллектив           | Очки по спорт. показателям | Очки по спорт. показателям | Очки по спорт. показателям | Очки по спорт. показателям | Очки по спорт. показателям | Очки по спорт. показателям | Очки по дополнительным показателям | Очки по дополнительным показателям | Очки по дополнительным показателям | Очки по дополнительным показателям | Всего очков      |
| М | Коллектив           | I                          | II                         | III                        | IV                         | V                          | Итого                      | Сдача норм ГТО                     | 110% явка                          | Отсутствие удалений                | Итого                              | Всего очков      |
| - | ------------------- | -------------------------- | -------------------------- | -------------------------- | -------------------------- | -------------------------- | -------------------------- | ---------------------------------- | ---------------------------------- | ---------------------------------- | ---------------------------------- | ---------------- |
| 1 | «Красный Путиловец» | 168                        | 84                         | 29                         | 19,5                       | 11,5                       | 312                        | 48                                 | 16                                 | –                                  | 64                                 | 376              |
| 2 | Завод им. Сталина   | 160                        | 66                         | 39                         | 16,5                       | 8                          | 289,5                      | 59                                 | 16                                 | –                                  | 75                                 | 364,5            |
| 3 | ЛОМЗ                | 136                        | 84                         | 42                         | 15                         | 10,5                       | 287,5                      | 61                                 | 1                                  | –                                  | 62                                 | 349,5            |
| 4 | ГОМЗ                | 112                        | 40                         | 16                         | 13                         | 12,5                       | 193,5                      | 58                                 | –                                  | –                                  | 58                                 | 251,5            |
| 5 | Завод им. Ленина    | 72                         | 48                         | 16                         | 17                         | 2,5                        | 155,5                      | 46                                 | –                                  | 10                                 | 56                                 | 211,5            |
| 6 | «Электросила»       | 72                         | 36                         | 22                         | 12                         | 4,5                        | 146,5                      | 45                                 | 16                                 | –                                  | 61                                 | 207,5            |
| 7 | Завод им. Кулакова  | 56                         | 44                         | 16                         | 4                          | 6,5                        | 126,5                      | 32                                 | –                                  | –                                  | 32                                 | 158,5            |
| 8 | Завод № 7           | Снят с календаря           | Снят с календаря           | Снят с календаря           | Снят с календаря           | Снят с календаря           | Снят с календаря           | Снят с календаря                   | Снят с календаря                   | Снят с календаря                   | Снят с календаря                   | Снят с календаря |

### 3-я группа[5]
«Первые» команды
- Победитель — Завод им. Карла Маркса
- 2 место — «Электрик»
- 3 место — Завод им. Воскова

Победители в «младших» командах
- II команды — Завод им. Карла Маркса & «Электрик»[12]
- III — Завод им. Казицкого
- IV — Завод им. Воскова
- V — Завод им. Воскова & «Электрик»[12]

Клубный зачёт
| М  | Коллектив              | Очки по спорт. показателям | Очки по спорт. показателям | Очки по спорт. показателям | Очки по спорт. показателям | Очки по спорт. показателям | Очки по спорт. показателям | Очки по дополнительным показателям | Очки по дополнительным показателям | Очки по дополнительным показателям | Очки по дополнительным показателям | Всего очков      |
| М  | Коллектив              | I                          | II                         | III                        | IV                         | V                          | Итого                      | Сдача норм ГТО                     | 110% явка                          | Отсутствие удалений                | Итого                              | Всего очков      |
| -- | ---------------------- | -------------------------- | -------------------------- | -------------------------- | -------------------------- | -------------------------- | -------------------------- | ---------------------------------- | ---------------------------------- | ---------------------------------- | ---------------------------------- | ---------------- |
| 1  | Завод им. Карла Маркса | 184                        | 88                         | 39                         | 18                         | 7                          | 336                        | 56                                 | 16                                 | –                                  | 72                                 | 408              |
| 2  | Завод им. Воскова      | 168                        | 62                         | 36                         | 21                         | 10,5                       | 297,5                      | 66                                 | 21                                 | –                                  | 87                                 | 384,5            |
| 3  | «Электрик»             | 180                        | 88                         | 34                         | 7                          | 10,5                       | 319,5                      | 32                                 | –                                  | –                                  | 32                                 | 351,5            |
| 4  | «Красный Ижорец»       | 132                        | 68                         | 18                         | 16,5                       | 9,5                        | 244                        | 56                                 | –                                  | –                                  | 56                                 | 300              |
| 5  | Завод им. Казицкого    | 120                        | 54                         | 41                         | 17,5                       | 7                          | 239,5                      | 29                                 | –                                  | –                                  | 29                                 | 268,5            |
| 6  | Завод им. Марти        | 112                        | 58                         | 14                         | 4                          | 5                          | 193                        | 17                                 | –                                  | –                                  | 17                                 | 210              |
| 7  | «Красная газета»       | 62                         | 66                         | 18                         | 2,5                        | 5,5                        | 144                        | 27                                 | –                                  | –                                  | 27                                 | 181              |
| 8  | Завод им. Лепсе        | 63                         | 36                         | 12                         | 5,5                        | 6                          | 122,5                      | 31                                 | –                                  | –                                  | 31                                 | 153,5            |
| 9  | «Скороход»             | Снят с календаря           | Снят с календаря           | Снят с календаря           | Снят с календаря           | Снят с календаря           | Снят с календаря           | Снят с календаря                   | Снят с календаря                   | Снят с календаря                   | Снят с календаря                   | Снят с календаря |
| 10 | «Красный Треугольник»  | Снят с календаря           | Снят с календаря           | Снят с календаря           | Снят с календаря           | Снят с календаря           | Снят с календаря           | Снят с календаря                   | Снят с календаря                   | Снят с календаря                   | Снят с календаря                   | Снят с календаря |

### Районные первенства
Победители в районных первенствах ЛОСПС:
- Василеостровский район — РЗ «Коминтерн»
- Володарский район — не известно
- Выборгский район — «Двигатель»
- Московский район — 5-й район Октябрьской ЖД (Урицк)[14]
- Нарвский район — «Красный Путиловец Б»
- Октябрьский район — не известно
- Петроградский район — «Красное знамя»
- Смольнинский район — Ленстрой[15]

## Переходные игры
Переходные игры были проведены между двумя слабейшими и двумя сильнейшими групп коллективами (в «клубном зачёте»). Худшие коллективы группы 3 играли переходные игры с победителями стыковых игр между победителями районного первенства ЛОСПС. Исход противостояний определялся не по количеству побед, а в соответствии с учетом дифференцированного начисления очков «клубного зачёта».
Переходные игры между снятыми с календаря коллективами из группы 2 (Завод № 7) и 3 (Скороход и Кр.Треугольник) и победителями группы 3 (Завод им. К.Маркса) и районных первенств ЛОСПС не проводились.
Первым указан результат игры первых («старших») команд, последним — самых «младших» команд.

### Группа 1 – 2
| Дата       | Коллектив группы 1       | Счёт                                   | Коллектив группы 2      | Стадион                           |
| ---------- | ------------------------ | -------------------------------------- | ----------------------- | --------------------------------- |
| 30.10.1933 | «Промкооперация» (7)     | 3:1(1:1); 0:4; 7:6(1:4); 1:1; ничья    | «Завод им. Сталина» (2) | Красный Треугольник               |
| 08.11.1933 | «Пролетарский завод» (8) | 4:0(2:0); 2:0(1:0); 1:1(0:1); 8:2; 3:5 | «Красный Путиловец» (1) | Стадион КСИ (Кондратьевский пр-т) |

Спустя 2 часа после игр с участием Промкооперации и Завода им. Сталина товарищеский суд вынес решение считать Промкооперацию проигравшей из-за какой-то оплошности оргработника. «Красный спорт» по этому поводу отреагировал гневной заметкой о том, что «ЛСФК не должен допускать, чтобы за столом менялись результаты, достигнутые на поле». Чем закончилась данная история неизвестно.

### Группа 2 – 3
| Дата       | Коллектив группы 2     | Счёт                  | Коллектив группы 3         | Стадион             |
| ---------- | ---------------------- | --------------------- | -------------------------- | ------------------- |
| 08.11.1933 | Завод им. Кулакова (7) | 2:1; 4:0; 1:4; 4:1; – | Завод им. Воскова (2)      | Красный Треугольник |
|            | Завод № 7 (8)          | —                     | Завод им. Карла Маркса (1) |                     |

### Группа 3 – победители районных первенств
| Дата       | Коллектив группы 3         | Счёт                         | Коллектив района      | Стадион                                            |
| ---------- | -------------------------- | ---------------------------- | --------------------- | -------------------------------------------------- |
| 08.11.1933 | Завод им. Казицкого (5)    | 4:2; 2:1; 1:5; 3:1; –        | «Красное знамя»       | Стадион союза строителей (ул. Красных Зорь, 23/25) |
| 08.11.1933 | Завод им. Марти (6)        | 2:1; 3:1; -/+; 2:3; -/+      | РЗ «Коминтерн»        | Площадка ДФК «ВОМ» (23 линия В.О., 26)             |
| 08.11.1933 | «Красная газета» (7)       | 4:4(0:2); п:в; -/+; 0:1; 5:2 | «Двигатель»           | Красный Путиловец (Ушаковская ул., 30)             |
| 08.11.1933 | Завод им. Лепсе (8)        | 3:0; 2:3; -/+; +/-; 3:3      | «Красный Путиловец Б» | Стадион союза печатников (Вязовая ул., 2)          |
|            | «Скороход» (9)             | —                            | ???                   |                                                    |
|            | «Красный Треугольник» (10) | —                            | ???                   |                                                    |

### Стыковые игры победителей районных первенств
| Дата          | Коллектив 1     | Счёт                    | Коллектив 2              |
| ------------- | --------------- | ----------------------- | ------------------------ |
| до 28.10.1933 | Ленстрой        | 3:1; п:в; -/+; 7:2; 5:4 | «Красный Путиловец Б»    |
| до 28.10.1933 | «Красное знамя» | 6:0; 6:1; н/д; н/д; н/д | 5-й район Октябрьской ЖД |

Победа Ленстрою досталось вследствие каких-то нарушений регламента, из-за чего перед ДК должен был отвечать руководитель футбольной секции Козак. По всей видимости, по итогам разбирательств Ленстрою было присуждено поражение, т.к. в переходных играх с представителем группы 3 играл «Красный Путиловец Б».
Результаты игр остальных победителей районных первенств неизвестны (возможно этих игр не было — 2 команды по жребию должны были заместить снятые с календаря коллективы Скорохода и Красного Треугольника, а два других напрямую прошли в переходные игры с командами группы 3).

### Периодика
- «Красный спорт» Москва 1933. «Поиск по архивам» (Яндекс) — yandex.ru.
- «Спартак» Ленинград 1933. НЭБ — rusneb.ru.